# Talk You Down
Talk You Down is een nummer van de Ierse rockband The Script uit 2009. Het is de vierde single van hun titelloze debuutalbum.
In de tekst van "Talk You Down" wordt onder andere verwezen naar de moeilijke tijd die gitarist Mark Sheehan doormaakte toen zijn moeder ernstig ziek werd en overleed. Het nummer werd een kleine hit op de Britse eilanden, met bijvoorbeeld een 19e positie in Ierland, het thuisland van The Script. In het Nederlandse taalgebied bereikte het geen hitlijsten.

## Tracklijst
- Cd-single

1. "Talk You Down" – 3:50
2. "None The Wiser" (demoversie) – 3:18
3. "Before The Worst" (Armand Van Helden remix) – 3:23
4. "Talk You Down" (videolclip) – 3:50

- Muziekdownload

1. "Talk You Down" – 3:50
2. "Talk You Down" (videoclip) – 3:50